# Yamamoto Gonnohyōe
Yamamoto Gonnohyōe (山本 権兵衛 (Sơn Bản Quyền Binh Vệ) Sơn Bản Quyền Binh Vệ) (sinh 26 tháng 11 năm 1852 - mất 8 tháng 12 năm 1933), còn được gọi là Gonnohyōe, là một đô đốc trong Hải quân Đế quốc Nhật Bản và là thủ tướng thứ 16 (20 tháng 2 năm 1931 - 16 tháng 4 năm 1914) và 22 (2 tháng 9 năm 1923 - 7 tháng 1 năm 1924) của Nhật Bản. Ông được phong tước bá.

## Đầu đời
Yamamoto sinh tại Kagoshima thuộc phiên Satsuma (tỉnh Kagoshima ngày nay), là con của một võ sĩ (samurai) phục vụ trong thị tộc Shimazu. Hồi trẻ, ông tham gia Chiến tranh Anh–Tát Ma và sau đó gia nhập lực lượng súng trường của Satsuma; trong chiến tranh Boshin chấm dứt thời kỳ của Mạc phủ Tokugawa, ông tham chiến tại Trận Toba–Fushimi và các chiến trường khác, ông cũng là thành viên của đội tàu đã truy đuổi Enomoto Takeaki tới Hokkaidō năm 1869.